# Califfato zubayride
L' Anticaliffato zubayride fu un califfato sorto con ʿAbd Allāh ibn al-Zubayr durante la Seconda Fitna, in opposizione al califfato omayyade e al movimento alide (che in seguito darà vita allo sciismo, 

## Storia
La successione politica a Maometto dette origine a un califfato di tipo familiare dinastico nel 684, quando Yazīd I ereditò il potere lasciatogli dal padre Mu'awiya ibn Abi Sufyan, dando così vita a un tipo di governo riservato a una precisa famiglia, in contrasto con la tradizione affermatasi col califfato dei Rashidun. Il califfato dinastico familiare non venne  accettata da molti musulmani della prima ora, compreso ʿAbd Allāh ibn al-Zubayr, che si rifiutò di giurare fedeltà a Yazīd I, asserragliandosi a La Mecca, dove trovò molti sostenitori alla sua causa.
Ben presto ʿAbd Allāh riuscì a consolidare il suo potere anche in Giazira e Persia infliggendo varie sconfitte agli Omayyadi, aiutato in questo dagli Alidi e dai Kharigiti -  ostili alla politica di Mu'awiya ibn Abi Sufyan, padre di Yazīd - che nel frattempo aveva stabilito un forte dominio nell'ex Impero sasanide, nella Penisola araba e nella Persia meridionale.
Nel 691 Alidi e i loro nemici Kharigiti si opposero fermamente al Califfato di ʿAbd Allāh in seguito alla decisione di quest'ultimo di riunificare la Umma (islam) e quindi di combatterli. Ciò indebolì profondamente le forze del figli di Zubayr ibn al-'Awam, che vennero sconfitte più volte dagli Omayyadi di Marwān I, che infine riuscirono a mettere fine all'anticaliffato di Ibn Al-Zubayr nel 694 con la riconquista della Mecca, durante la quale morì lo stesso ʿAbd Allāh. 
Considerato responsabile della seconda guerra civile dell'Islam, ʿAbd Allāh ibn al-Zubayr ha i suoi detrattori e i suoi sostenitori.
Vi fu un dibattito tra i musulmani sul fatto che una ribellione contro un califfo ingiusto fosse permessa o proibita. I kharigiti dissero di sì ma molti risposero che proteggere l'unità e la stabilità della comunità era migliore della fitna. Gli scrittori fedeli agli Omayyadi lo dipingono come un eretico che aveva profanato il Sacro Santuario della Mecca e diviso la Umma (Islam). Spesso viene definito un anti-califfo. Quelli che lo sostengono, invece, lo vedono come uno dei pochi in grado di sanare il separatismo, causato dalla discussa presa di potere degli Omayyadi.